# Siegward Lychatz
Siegward Lychatz (* 23. Mai 1939 in Königsberg; † 29. Dezember 2008 in Leipzig) war ein deutscher Trainingswissenschaftler, Leiter des DDR-Radsportzentrums in Leipzig, Bahn-Bundestrainer des BDR und Diagnosetrainer. Er galt weltweit als Experte der Radsportwissenschaft. 

## Leben
Siegward Lychatz studierte von 1960 bis 1964 Sport und Geschichte an der Deutschen Hochschule für Körperkultur (DHfK Leipzig). 1981 wurde er mit einer Arbeit über die Trainingsmethodik im Bahnradsport mit Schwerpunkt Disziplin Sprint promoviert.
1976 wurde er Leiter des Wissenschaftlichen Zentrums Radsport des Deutschen Turn- und Sportbundes der DDR (DTSB) in Leipzig. Zahlreiche seiner Sportler errangen Medaillen für die DDR bei Olympischen Spielen und Weltmeisterschaften.
1988 flüchteten er und seine Ehefrau in die Bundesrepublik. Er war dort bis 1996 Diagnosetrainer beim Bund Deutscher Radfahrer (BDR). Lychatz hatte 1989 als Bahn-Bundestrainer für ein Jahr Jan Ullrich und Erik Zabel in seinem Bahnkader.
Ab 1998 war er als Bahntrainer für den Bayerischen Radsportverband (RSG Augsburg und Bezirk Schwaben) sowie Trainer der U23 Bundesligamannschaft der RSG Olympiapark München tätig. Er förderte junge Radsporttalente wie Anna Beyer, Markus Reich, Andreas Welsch, Michael Spieß oder Christian Grasmann. Lychatz hatte den Spitznamen „Doktor“.
Er veröffentlichte zahlreiche wissenschaftliche Berichte in Fachzeitschriften.